# Haut-Empire romain

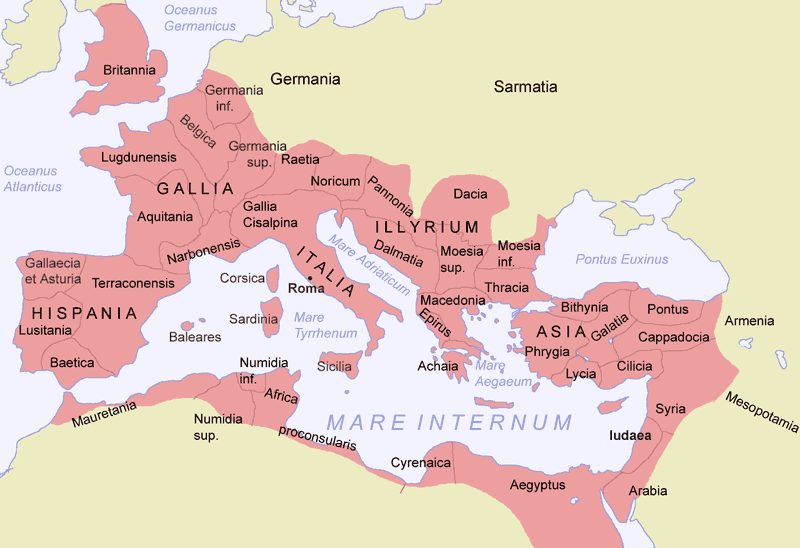
L'Empire romain à son apogée, vers l'an 120.

Le Haut-Empire est la première des deux périodes historiques de l'Empire romain tel que le voient les historiens français – la deuxième étant le Bas-Empire romain. Ces termes sont des concepts très usuels, mais leurs limites chronologiques respectives ne sont pas fixées de façon unanime. Cette première période de l’Empire romain débute en 27 av. J.-C. avec le principat d'Auguste, et inclut le règne idéalisé des Antonins.
Le Haut-Empire s’achève avec le commencement du Bas-Empire romain, dont la date exacte est à l’appréciation des différents auteurs. Certains proposent la fin de la dynastie des Antonins (192 apr. J.-C.), d'autres le renversement de la dynastie des Sévères (235 apr. J.-C.), d'autres encore le début du règne de Dioclétien (284-305).
Après sa victoire à Actium en l'an 31 av. J.-C., Octave devient le seul maître de l'empire mais il refuse ensuite le titre de roi. Selon un scénario bien préparé, il fait même mine d'abdiquer en 27 av. J.-C.. Le Sénat lui confère alors le titre d'Auguste, soit « bienheureux ». Tout en laissant en place des anciennes magistratures et le Sénat, il concentre tous les pouvoirs entre ses mains. Ses successeurs, les empereurs Julio-Claudiens, Flaviens et Antonins, mènent l'Empire romain à son apogée. Au IIe siècle, la superficie de l'Empire romain est à son maximum et compte entre 50 et 80 millions d'habitants. Avec un million d'habitants, Rome est la plus grande ville du monde méditerranéen.

## Les empereurs du Haut-Empire

### Les Julio-Claudiens

#### Le règne d'Auguste
Après sa victoire d'Actium en 31 av. J.-C., Octave, fils adoptif et héritier de César, était le seul maître de Rome et de son Empire. Avec le soutien de l'armée de ralliés de tous horizons, il concentrait entre ses mains un immense pouvoir basé sur le cumul des anciennes magistratures républicaines. De 31 à 27 av. J.-C., il mit en place un nouveau régime : le principat. Lors de la séance du Sénat de janvier 27 av. J.-C., la res publica fut en apparence restaurée par ses soins et rendue au Sénat et au peuple. Dans les faits, le Sénat ne conserva que l'administration de quelques provinces sans légion. Octave, qui reçut peu après le titre d'Auguste, conserva ses immenses pouvoirs et se vit confier l'administration des provinces frontières et donc le commandement des armées. Le nom d'Augustus soulignait son caractère sacré et divin, et conférait à ses décisions un poids considérable même si sans fondement institutionnel. En 23 av. J.-C., il reçut la puissance tribunicienne complète et à vie, base civile de son pouvoir, et un imperium proconsulaire majus (plus grand que celui des proconsuls des provinces sénatoriales). En 2 av. J.-C., il reçut le titre de Père de la patrie, qui plaça sous sa protection l'ensemble du peuple romain. Partout, il est le « premier », le princeps. Auguste intervient dans l'élection des magistrats par la recommandation. Il dirige la politique extérieure et la diplomatie. Enfin, l'empereur dispose de moyens financiers considérables, grâce à sa fortune personnelle héritée en partie de César, aux revenus de l'Égypte, son domaine privé, et à certains impôts. Mais comme il dépense beaucoup pour l'administration, les guerres, l'entretien de 200 000 citoyens pauvres, le budget de l'Empire connut des difficultés à la fin de son règne. Auguste perdit successivement tous ses héritiers directs. Il associa donc à l'Empire son beau-fils, Tibère, qui lui succèdera sans difficulté.
Auguste s'appuyait sur des homines  novi, soit des hommes nouveaux : des chevaliers, des militaires, des notables des villes italiennes et des sénateurs ralliés dans l'espoir d'obtenir des postes importants. Conservateur, il mena une politique hostile aux esclaves et aux affranchissements. Favorable à l'ordre moral et à la famille, il promulgua des lois contre le célibat et les « mauvaises mœurs ».
Auguste acheva la pacification des pays des Cantabres et des Astures en Espagne. L'Empire s'étendit jusqu'au Danube grâce à la création des provinces de Mésie et de Pannonie. Les peuples des Alpes furent enfin soumis par Tibère et Drusus et furent divisées en provinces : Norique, Rhétie et Alpes maritimes. La longue guerre contre les Germains conduisit l'armée jusqu'à la Weser et à l'Elbe. Mais en l'an 9, le chef germain Arminius se souleva. Trois légions dirigées par Varus furent anéanties dans la forêt de Teutoburg. La Germanie sera finalement abandonnée par Tibère en 17. Deux secteurs situés sur la rive gauche du Rhin était alors appelés Germanie.

#### Les autres Julio-Claudiens
Tibère (14-37) était le fils d'un premier mariage de Livie, l'épouse d'Auguste. Ce remarquable militaire avait déjà 56 ans quand il devint empereur. Très conservateur, il gouverna dans la lignée d'Auguste. Ce dernier l'avait contraint à adopter Germanicus qui était son successeur prévu. Il meurt en Orient en 19. C'est alors que Séjan, préfet du prétoire, manœuvra pour se rendre indispensable à Tibère, notamment en faisant éliminer ses rivaux de la famille impériale. Finalement dénoncé par Antonia, la mère de Germanicus, il fut arrêté et aussitôt exécuté. Tibère acheva son règne en faisant régner la terreur à Rome et en condamnant de nombreux sénateurs. Mais contrairement à Auguste, Tibère fut un empereur économe.
Caligula (37-41) était le fils de Germanicus. Il fut rapidement accusé de folie et fut assassiné par sa propre garde avant d'avoir complété sa 4e année de règne. Les prétoriens acclamèrent alors l'oncle de Caligula, Claude Ier (41-54), un des rares rescapés des intrigues de Séjan.
Sous Claude, les affranchis Narcisse et Pallas créèrent la chancellerie impériale et le fiscus, donnant ainsi aux empereurs les institutions qui leur manquaient. Claude était favorable à la promotion des provinciaux et accorda le droit de cité à plusieurs peuples des Alpes et fit même entrer au Sénat des notables de Gaule chevelue (au-delà de la Gaule cisalpine et de la Provence). Il acheva la conquête de la Maurétanie et commença à imposer la domination romaine à la Bretagne.
La cour impériale est un nid d'intrigues. La quatrième épouse de Claude, Messaline, le trompait et elle finira par être exécutée. Agrippine, sa nièce et sa cinquième épouse, intriguait tant qu'elle réussira à faire adopter par l'empereur son propre fils d'un premier lit : Néron. En l'an 54, elle fit empoisonner l'empereur et malgré ses 17 ans, les prétoriens acceptèrent de proclamer son fils empereur.
Néron gouverna d'abord sous l'influence de sa mère avant de la faire assassiner en l'an 59. Il suivit les conseils de Burrus et de Sénèque le Jeune jusqu'au décès (naturel pour une fois) de Burrus en 62. Par la suite, il renvoya Sénèque et gouvernera seul.

### Les Flaviens
À la mort de Néron, l'empire connut une première crise. Les généraux Galba, Othon et Vitellius sont tour à tour nommés empereurs par leurs troupes puis assassinés en 69. C'est finalement l'Italien Vespasien (70-79), le chef de l'Armée d'Orient, qui devint empereur, donnant ainsi naissance à la dynastie des Flaviens. Ses deux fils, Titus (79-81) et Domitien (81-96), lui succédèrent à tour de rôle. Ce dernier fut assassiné en l'an 96 par une conspiration de palais.

### Les Antonins
Le Sénat avait déjà prévu un remplaçant en la personne de Nerva (96-98) qui donne naissance à la dynastie des Antonins. Il adopte son successeur Trajan (98-117), un romain d'Hispanie. Cinq empereurs remarquables sur six choisissent, de leur vivant leur successeur car ils n'ont pas de fils, toutefois le choix se porte toujours sur de proches parents. Les règnes de Trajan et de son successeur Hadrien (117-138) correspondent à l'apogée de l'Empire romain. Trajan, tout en s'attachant à favoriser l'agriculture et à développer l'administration, fait la conquête de la Dacie, de l'Empire parthe et annexe l'Arabie. La conquête de la Parthie ne lui survit pas. L'empereur Hadrien s'attache à mener une politique plus défensive. Sous son règne, dans plusieurs régions frontières, en Afrique et en Bretagne notamment, des fortifications importantes se développent, souvent appelées limes. Par ailleurs Hadrien s'attelle à améliorer le fonctionnement de l'empire. Dans la continuité d'un effort commencé par d'autres empereurs, il s'attache à favoriser l'intégration des provinciaux, notamment par la création de colonies honoraires : alors que le terme colonie désignait le plus souvent l'installation de colons romains, il est désormais un titre honorifique concédé à une cité et qui donne la citoyenneté romaine à tous ses habitants. Sous le règne d'Antonin le Pieux (138-161), une nouvelle distinction, entre honestiores (riche) et humiliores (pauvre), apparait dans le droit, ces derniers étant plus durement sanctionnés pour une même faute. Marc Aurèle (161-180) est connu pour être un empereur-philosophe stoïcien. Il passe 15 ans sur le front du Danube à lutter contre les barbares. L'empire entre en effet dans une période bien moins propice : ses voisins aux frontières semblent plus puissants, l'empire doit faire face à des difficultés agraires, des famines, à l'épidémie de la peste antonine. Marc Aurèle choisit son fils, Commode (180-192) comme successeur. L'assassinat de celui-ci met fin à la dynastie des Antonins.

### Les Sévères
L'assassinat de Commode, le dernier des Antonins en décembre 192 ouvre une crise politique comme à la fin de la dynastie des Julio-Claudiens. La garde prétorienne assassine le nouvel empereur Pertinax et porte au pouvoir Didius Julianus. c'est finalement le général de l'armée du Danube, l'africain Septime Sévère (193-211) qui prend le pouvoir en 193. Il comble de bienfaits l'armée dont il augmente les effectifs et renforce le pouvoir impérial. Les prétoriens qui ont fait et défait tant d'empereurs sont recrutés parmi les légions du Danube fidèles à Septime Sévère. Le brassage culturel qu'apporte l'empire s'accroît, les religions venues d'Orient deviennent plus populaires dans l'Empire, en particulier le culte de Mithra parmi les militaires. Cet aspect a parfois été exagéré par les historiens qui ont décrit les Sévères comme une dynastie orientale, jugement considérablement relativisé aujourd'hui. Il nomme ses deux fils Auguste mais à sa mort, Caracalla (211-217) s'empresse de tuer son jeune frère Geta. Il est connu pour avoir publié en 212, le célèbre édit qui porte son nom. Il meurt assassiné sur le front parthe sur ordre du préfet du prétoire Macrin (217-218) qui ne réussit à prendre sa place que peu de temps. Le cousin de Caracalla, Élagabal (218-222) devient ensuite empereur mais tout occupé au culte du dieu du même nom il laisse le gouvernement à sa grand-mère, Julia Maesa.Il est tué par les prétoriens et son cousin Sévère Alexandre (222-235) lui succède. Après son assassinat, l'Empire sombre dans une période bien plus troublée, traditionnellement qualifiée d'anarchie militaire, terme cependant impropre car si le pouvoir impérial fut parfois divisé, il ne fut jamais absent.

### Le pouvoir impérial
Les empereurs portent le titre d'imperator, chef suprême des armées. Pendant toute la durée de l'Empire romain, la victoire est un puissant facteur d'affermissement du pouvoir. L'empereur vaincu se voit facilement contester le pouvoir par un autre général ambitieux. Tous les empereurs prennent l'habitude de se faire élire consul pour montrer la continuité entre les institutions républicaines et le principat. Cela leur confère aussi l'imperium. Ils ont aussi l'imperium proconsulaire ce qui leur donne le pouvoir de gouverner toutes les provinces. En tant que détenteur de la puissance tribunitienne, ils possèdent l'intercessio, c'est-à-dire le droit de s'opposer à n'importe quelle décision des magistrats de l'empire. Comme Jules César, ils portent le titre de grand pontife qui fait d'eux les chefs de la religion romaine. Ils reçoivent un serment de fidélité personnelle de tous les habitants de l'Empire. Grâce à l'imperium l'empereur est tout-puissant.
Le Sénat et le peuple sont pénétrés par la crainte d’une guerre civile à chaque succession. Ils acceptent donc avec empressement l'idée qu’un descendant du prince régnant prît la suite de son père. Un des devoirs de tout empereur est de préparer la transmission pacifique de son trône. Le choix le plus logique est, même aux yeux des Romains, de désigner son fils ou d’en adopter un. Quand l’empereur régnant parvient à transmettre sans problème son pouvoir à son successeur, cela est considéré comme l’achèvement d’un règne réussi. En fait, l’hérédité du trône n’est certes pas un principe de droit public, mais une pratique aristocratique admise par l’opinion romaine. En cas de crise, un général porté en triomphe par ses soldats peut par les armes accéder au pouvoir suprême. La garde prétorienne chargé de veiller à la sécurité des empereurs joue un rôle grandissant dans les complots et les assassinats qui jalonnent la période impériale.

### Le culte impérial
La fonction de grand pontife procure aux empereurs un caractère sacré. De plus dans les croyances populaires, Scipion l'Africain, Marius et Sylla avaient un caractère divin. César a développé autour de lui une légende de divinité prétendant descendre de Vénus et d'Énée. L'empereur Auguste met en place le culte impérial. Il fait diviniser César et ainsi, en tant que son héritier, il s'élève au-dessus de l'humanité. Il se dit fils d'Apollon. Il associe aussi toute la communauté au culte du génie familial devenant ainsi le père de tous, d'où son titre de père de la patrie. Auguste refuse d'être divinisé de son vivant. Il laisse cependant se construire des autels des temples qui lui sont consacrés surtout dans l'Orient habitué à considérer ses souverains comme des dieux vivants, à condition que son nom soit associé à celui de Rome divinisé. Le mouvement se poursuit après sa mort. Tous les empereurs se placent sous l'auspice d'un dieu. Peu à peu, ils sont assimilés à des dieux vivants dans tout l'Empire. Après la mort ils reçoivent l'apothéose. Les Antonins, prennent Jupiter capitolin comme dieu suprême. Mais quand il est en pays grec, Hadrien invoque plutôt Zeus olympios ou panhellenios accompagné de la Tyché (la fortune) protectrice. Pendant son règne la divinisation de l'empereur vivant progresse encore en Orient. L'idéologie impériale revêt des aspects plus philosophiques. L'empereur doit sa réussite à son mérite (Virtus) et à la protection divine.
Le culte impérial est aussi une manière d'habituer les habitants de l'Empire, si dissemblables par la culture et les croyances à respecter le pouvoir de Rome à travers un empereur divinisé. Dans tout l'Empire, on restaure ou l'on construit des temples consacrés au culte impérial. Des cérémonies sont organisées en l'honneur de l'empereur. C'est l'occasion pour la communauté de se retrouver dans des processions, devant des sacrifices, des banquets et toutes sortes de spectacles.

## La paix romaine
Entre le règne d'Auguste et celui de Commode l'empire s'est profondément transformé, surtout en Occident. Les provinces se sont considérablement romanisées : de nombreux provinciaux ont reçu la citoyenneté romaine, le mode de vie romain et ses signes distinctifs se sont diffusés : l'usage du latin, l'urbanisme romain, les thermes autant de traits culturels partagés, surtout par les aristocraties locales au départ, de l'Afrique à la Calédonie. Cette intégration progressive des provinciaux a changé la composition de la couche dirigeante de l'empire : dans la décennie 160 seuls la moitié des sénateurs sont encore originaires d'Italie, les autres viennent d'Orient, de Gaule, d'Hispanie, d'Afrique, etc. Mais ces grandes familles sénatoriales, et cela vaut aussi pour le sommet de l'ordre équestre, sont pleinement romaines quelle que soit leur origine, de multiples mariages et alliance relativisant très vite ces origines. Pour ses dirigeants, l'empire est devenu un patrimoine commun que l'on administre au nom de l'empereur, et si l'attachement à sa patrie d'origine est toujours respecté, signe de la vivacité de l'idéal de la cité, c'est la romanité qui fonde un espace politique commun. Pour les populations plus modestes, le changement est lui aussi très profond, même s'il est plus difficile à apercevoir : l'usage du latin s'est répandu jusque dans les populations les plus humbles, même si les langues locales persistent souvent, et le mode de vie à la romaine a aussi été considérablement adopté. Avec la stabilisation des frontières, l'armée romaine s'est organisée autour de grands camps et de grandes régions frontières où le recrutement des soldats s'est progressivement régionalisé, sans perdre pour autant en qualité.

### L'administration impériale
L'Empire est divisé en provinces.
Dans les provinces sénatoriales, le gouverneur, un proconsul ou un propréteur, est nommé par le sénat. À l'époque d'Auguste, ils sont tirés au sort pour un an, et sont assistés par des questeurs pour l'administration financière. Un procurateur de l'ordre équestre veille aux intérêts du prince (mines, carrières, domaines impériaux, impôts spéciaux). Les provinces sénatoriales sont en paix et il n'y réside aucune légion en permanence.
Dans les provinces impériales le gouverneur, un légat d'Auguste propréteur ou procurateur, est nommé par l'empereur. L'Égypte est dirigée par un préfet pris dans l'ordre équestre nommé par l'empereur. Cependant l'empereur dispose de pouvoirs de contrôle dans toutes provinces. Il peut nommer des légats extraordinaires dans les provinces sénatoriales. L'Italie jouit d'un statut privilégié. Tous ses habitants libres sont citoyens romains et échappent à l'impôt foncier.
L'Italie n'est pas considérée comme une province, elle est administrée directement par le Sénat de Rome. Sous le règne d'Hadrien elle est divisée en quatre districts échappant au contrôle du Sénat, cette mesure fut révoquée par son successeur Antonin le pieux, sous la pression des sénateurs.
Les gouverneurs sont nommés pour une durée qui en général ne dépasse pas 3 ans. Ils gardent des liens étroits avec le pouvoir central grâce à une correspondance très suivie. Ils doivent veiller aux impôts, à l'ordre public, au recensement, au respect des propriétés. Ils disposent d'une administration très réduite. De fait, ils interviennent dans la vie des provinces surtout pour juger un citoyen romain, juguler les troubles important à l'ordre public, résoudre les difficultés financières des cités. La plupart des questions administratives sont réglées à l'échelon local dans le cadre de la cité. Celle-ci constitue pour les Romains, le cadre de vie idéal. Là où il n'en existait pas, essentiellement en Occident, les Romains en ont créé. L'administration plus juste que sous la République permet aux habitants des provinces de s'attacher réellement à l'Empire.
Dans la capitale, on trouve autour du souverain des organismes et des hommes qui l'aident à gouverner. Le conseil du prince dont il s'entoure pour prendre les décisions capitales est composé d'hommes choisis pour leurs compétences militaires, juridiques ou diplomatiques. Le conseil devient peu à peu permanent et prend une place prépondérante dans le gouvernement de l'Empire. Hadrien réorganise aussi le conseil privé en le composant surtout de jurisconsultes. Le préfet du prétoire est le personnage le plus important de l'entourage impérial. Il dirige la garde prétorienne et est le commandant en second lors des expéditions militaires. Il finit même par menacer le pouvoir impérial. À l'époque d'Auguste, les plus hauts postes sont confiés à un personnel issu de la classe sénatoriale ou équestre. Les postes inférieurs échoient à des affranchis de l'empereur, voire des esclaves de sa maison. Le système reste en place jusqu'au règne d'Hadrien. Celui-ci confie aux chevaliers la direction des bureaux tenus par les affranchis qui sont maintenant cantonnés dans les postes subalternes.

### L'organisation militaire
Jusqu'au milieu du IIe siècle, l'armée reste une armée de conquête. Auguste annexe l'Illyrie et tente vainement de conquérir la Germanie. Il fixe les frontières de l'Empire au Rhin et au Danube. Claude fait la conquête de la Bretagne, Trajan, celle de la Dacie, de l'Arabie. Il fait l'éphémère conquête de la Parthie. À partir d'Hadrien, le plus important est de maintenir l'Empire et non plus de conquérir de nouveaux territoires. Hadrien renonce à l'Arménie, la Mésopotamie et l'Assyrie et fait la paix avec les Parthes. La nouvelle frontière orientale de l'Empire devient l'Euphrate, consolidé par le limes. Une des priorités d'Hadrien est d'enclore l'espace romain derrière une muraille destinée à protéger l'Empire des barbares. On lui doit le fameux mur d'Hadrien au nord de la Bretagne. Celui-ci mesure 120 km de long et relie l'embouchure de la Tyne au Solway. Elle est flanquée de 300 tours et protégée par dix-sept camps retranchés. En Germanie, les champs Décumates sont garantis aussi par un limes qui part de Mayence à Ratisbonne. Ces successeurs continuent son œuvre. Aux frontières de la Germanie, de l'Orient et de l'Afrique des murs sont érigés. On a fini par leur donner le nom de limes bien qu'en latin, limes signifie simplement chemin de patrouille à la frontière. Des voies stratégiques permettent de circuler facilement jusqu'aux frontières pour les défendre en cas d'attaque. En tout, les Romains ont 9 000 km de frontière à défendre. L'armée reste cantonnée aux frontières. Les gouverneurs des provinces frontalières qui accueillent des légions sont choisis avec soin par l'empereur car ils en assurent le commandement. En tout, 400 000 hommes repartis en 30 légions défendent les frontières.
L'armée romaine comprend à peu près 150 000 légionnaires de citoyenneté romaine et engagés pour 20 ans. Ils sont doublés par des troupes auxiliaires recrutées parmi les non-citoyens et qui reçoivent la citoyenneté romaine au bout de 25 ans de service militaire. À partir d'Hadrien, une partie des auxiliaires se distinguent de l'armée romaine car ils gardent leur armement traditionnel. Les Italiens, qui au Ier siècle étaient encore majoritaires dans les légions, répugnent de plus en plus à faire leur service militaire. Il faut donc aller chercher les recrues dans les provinces qui, quand elles sont très romanisées, rechignent elles aussi à partir à l'armée. Les soldats se recrutent donc plus fréquemment dans les provinces les moins romanisées même si, à cette époque, la garde prétorienne et les officiers (centurions) sont toujours recrutés parmi les Italiens. L'armée romaine est donc devenue une armée de métier qui a amalgamé les divers peuples de l'Empire. Son unité provient d'un esprit de corps donné par un entraînement rigoureux, une discipline de fer élevée au rang de divinité, une religion spécifique des camps autour des dieux romains traditionnels et du culte impérial, un encadrement de qualité. On doit au corps de ingénieurs militaires la construction de canaux, de routes, d'aqueducs, et de fortification de cités. La présence de l'armée aux frontières est un grand facteur de développement économique pour ces zones et un puissant instrument de romanisation.

### La société romaine sous l'Empire
Les 80 millions d'habitants de l'Empire appartiennent par naissance ou par fortune à des groupes sociaux différents. On nait esclave, homme libre ou citoyen romain. Les esclaves n'ont aucun droit. Ils mènent une vie très dure dans les grands domaines ou dans les mines. En ville, leur sort est plus clément. Ils travaillent comme domestiques, artisans et même professeurs ou artistes pour les plus lettrés. Certains tiennent boutique et versent une somme à leur maître pour pouvoir travailler. Ils peuvent ainsi payer leur affranchissement. Les sujets de l'empire sont des hommes libres qui ne sont pas citoyens romains. Ils peuvent témoigner en justice mais doivent payer le tributum, un impôt direct. On est citoyen romain par naissance, par décret ou après 25 ans de service militaire. Le citoyen ne paie pas le tributum. La plupart des citoyens exercent de petits métiers. À Rome, il existe 200 000 citoyens pauvres pour qui les distributions gratuites de l'annone sont vitales.
Les plus riches sont regroupés dans l'ordre équestre ou l'ordre sénatorial sur décision de l'empereur. Dans cette société d'ordres : ordre sénatorial ou ordre décurional. Dès le principat d'Auguste, l'ordre équestre est mis à sa disposition et devint le vivier de l'administration. La nobilitas se distingue par une reconnaissance de l'origine et non pas par un statut. Cependant, la nobilitas perd certains de ses marqueurs sociaux. Au IIe siècle la procession des portraits disparaît. Elle est en effet désormais réservée aux seules funérailles impériales.
Au début de l'empire, la société n'était pas figée. Les esclaves, surtout urbains, pouvaient facilement être affranchis par leur maitre. Peu à peu, tous les hommes libres accédèrent à la citoyenneté. En l'an 212, l'Édit de Caracalla fit de tous les hommes libres des citoyens romains. Étaient cependant exclus de la citoyenneté les « déditices », c'est-à-dire les Barbares. Ainsi à Volubilis, les paysans isolés et les tribus semi-nomades voisines de la cité demeurèrent des sujets de l'Empire, sauf quelques chefs récompensés ainsi de leur soutien. Mais peu à peu, les distinctions se firent entre les honestiores, les puissants, et les humiliores, les humbles. Ils étaient traités de manière inégale devant la justice : à la distinction juridique entre citoyen et non-citoyen s'est substituée une distinction sociale entre riches et pauvres.

### La ville, lieu de la civilisation romaine
Dans presque toutes les cités de l'empire, on vit à l'heure romaine. Selon certaines estimations, Rome, la capitale, compte plus d'un million d'habitants sous le Haut-Empire. Les Romains l'appellent tout simplement l'urbs, la ville. Elle est, avec Alexandrie, la plus grande ville du monde romain. Depuis le Ier siècle, la ville a été beaucoup embellie par les empereurs. Ces nombreux monuments symbolisent la grandeur de Rome et l'art de vivre des Romains. Les forums, lieux de vie politique sous la République, sont devenus des ensembles monumentaux comprenant des basiliques, de nombreux temples, des arcs de triomphe et des bibliothèques. La colline du Palatin est occupée par les palais impériaux, la maison des Augustes. Mais Rome est avant tout dans l'imagination populaire la ville des jeux. Plusieurs monuments exceptionnels leur sont consacrés : le circus Maximus entre le mont Palatin et l'Aventin et le Colisée, le plus grand amphithéâtre du monde romain, consacré aux jeux du cirque, essentiellement des combats de gladiateurs. Les thermes apparaissent à la fin de la République. Les empereurs en construisent de nombreux pour les loisirs de la plèbe romaine. Pour acheminer l'eau dont les thermes et une population nombreuse ont besoin, de nombreux aqueducs sont construits. Au Ier siècle, ils peuvent acheminer vers la ville 992 000 mètres cubes d'eau en 24 heures. La ville a grandi au cours des siècles de manière désordonnée. Les rues sont étroites et sinueuses. En 64, après l'incendie de Rome, Néron fait reconstruire la ville avec des axes larges et aérés. Les plus riches vivent dans de vastes villas, alors que les plus modestes vivent dans des immeubles collectifs, les insulae.
Les grandes métropoles comme Carthage, Antioche refleurissent. Les Romains construisent partout dans l'Empire des villes au plan régulier appelé plan hippodamien. La ville s'organisent autour de deux axes, le cardo et le decumanus. On y trouve tous les monuments typiques de la romanité. Les villes ont à leur tête un sénat local appelé curie recruté parmi les riches habitants de l'Empire. Ils forment l'ordre décurional. C'est en son sein que sont élus les magistrats : édiles - chargés de la police des marchés et de la voirie -, duumvirs - magistrats ayant des attributions judiciaires -, duumvirs quinquennaux - élu tous les cinq ans et assurant des fonctions censoriales. L'ordo des décurions doit gérer les finances (pecunia publica) et le territoire de la cité, assurer l'ordre public et les relations avec le pouvoir central. Les décurions et surtout les magistrats financent, en grande partie sur leurs fonds propres, la construction de monuments et des temples. À des sommes légalement définies et exigées, ils peuvent ajouter volontairement un don de leur part. Cette pratique appelée évergétisme occupe une place importante dans la construction et la vie des cités. L'évergétisme permet aux aristocrates des cités de manifester leur libéralité et leur faste, il peut être un outil d'autocélébration, appuyer une stratégie familiale, le monument donné rappelant la gloire de la famille sur des générations, en même temps qu'il fonde une cohésion politique et sociale : le don de l'évergète peut être conçu comme un contre-don qui répond au respect dont lui témoigne la cité et au pouvoir politique qu'elle lui a conférée. Fêtes, spectacles et distributions variées, souvent issues de l'évergétisme, contribuent, dans les cités, à l'élaboration puis au maintien d'une culture municipale, d'une cohésion civique. Si l'historiographie a vu autrefois dans l'évergétisme un facteur expliquant l'abandon des fonctions politiques par les aristocraties locales, cette hypothèse n'est plus actuellement reçue, et l'on n'imagine plus une désertion généralisées des curies.
Dans les villes de l'ouest de l'empire, le latin se répand tandis que l'est reste fidèle à la langue grecque.

### La prospérité économique
En règle générale, la plupart des richesses produites viennent des campagnes et de l'agriculture. Sous le Haut-Empire, la tendance à la concentration foncière se confirme. La nobilitas ou les temples d'Orient possèdent de vastes domaines. Mais le plus grand propriétaire de l'empire, c'est l'empereur lui-même qui agrandit ses biens en confisquant ceux de ses opposants. Le centre du grand domaine ou latifundium est la villa romaine, la demeure du maître avec ses dépendances. Si l'idéal affiché est celui de l'autarcie, car c'est le patrimoine foncier et l'autosuffisance qui fonde la dignité sociale, il existe d'importantes régions de cultures commerciales. La principale culture est celle des céréales qui permet de nourrir tous les habitants du domaine. Les agronomes romains conseillent de réserver une partie de la superficie à des cultures commerciales comme la vigne et l'olivier. La petite propriété n'a pas disparu pour autant. Elle demeure l'idéal de la société romaine mais son importance s'est réduite. Si sous l'Empire, l'agriculture a peu évolué techniquement elle a diffusé certaines pratiques. L'existence de gains de productivité n'est pas exclue par certains auteurs.
Les principales activités artisanales sont effectuées dans les campagnes, mais aussi dans les villes : production textile, fabrication et entretien des outils, production de poterie. Pendant très longtemps les historiens conçurent les villes antiques comme uniquement consommatrices, après des discussions importantes cet avis est considérablement relativisé. D'importantes régions minières existaient en Espagne et dans les régions danubiennes. Mais là aussi, les progrès techniques sont minimes. Le travail manuel, l'activité mercantile, sont, pour les classes instruites, une source de mépris, une chose réservée aux classes inférieures et aux esclaves. L'existence d'esclave a peut-être aussi constitué un obstacle au développement du progrès technologique. Toutefois, les recherches archéologiques récentes relativisent aussi fortement les anciens jugements portés sur certains domaines : les archéologues et historiens s'accordent par exemple aujourd'hui sur la diffusion importante et précoce du moulin à eau dans l'Empire romain.
La paix et la prospérité du Haut-Empire entraînent un accroissement des activités commerciales. La Méditerranée au cœur de l'Empire romain connaît un trafic intense. La piraterie est très réduite grâce aux flottes de guerre des empereurs qui patrouillent en permanence. Les navires se hasardent de plus en plus en haute mer pour raccourcir la durée des traversées. Mais pour les trajets courts ou moyens, les marins préfèrent le cabotage le long des côtes. La Méditerranée est ouverte de mars à octobre, c'est-à-dire que la navigation y est autorisée. En hiver, il n'y a pas de navigation. Les grands ports méditerranéens sont Ostie, le port de Rome, Alexandrie en Égypte et Carthage en Afrique. Les liens commerciaux atteignent aussi la Baltique, l'Afrique noire via les caravanes transsahariennes, l'Inde et la Chine. On voit donc que l'empire n'est pas un espace clos. Le goût pour les produits de luxe des Romains alimente le grand commerce international. En ce sens l'Empire prolonge les deux derniers siècles de la république, mais la domination économique italienne dans certains domaines (céramiques de qualités, amphores, vins) cède la place, avec le temps, aux productions provinciales.